# The Drowning Pool
The Drowning Pool is een Amerikaanse thriller uit 1975 onder regie van Stuart Rosenberg.

## Verhaal
Privédetective Harper moet een zaak van afpersing onderzoeken in Louisiana. Het slachtoffer blijkt een oude vlam van hem te zijn, die intussen een dochter heeft met een erg slecht karakter. Hij krijgt het bovendien aan de stok met een rijke oliebaron.

## Rolverdeling
| Acteur              | Personage     |
| ------------------- | ------------- |
| Paul Newman         | Harper        |
| Joanne Woodward     | Iris          |
| Anthony Franciosa   | Broussard     |
| Murray Hamilton     | Kilbourne     |
| Gail Strickland     | Mavis         |
| Melanie Griffith    | Schuyler      |
| Linda Haynes        | Gretchen      |
| Richard Jaeckel     | Franks        |
| Paul Koslo          | Candy         |
| Joe Canutt          | Glo           |
| Andrew Robinson     | Pat Reavis    |
| Coral Browne        | Olivia        |
| Richard Derr        | James         |
| Helena Kallianiotes | Elaine Reavis |